# Гренье, Поль
Поль Гренье́ (фр. Paul Grenier 1768—1827) — французский военный деятель, дивизионный генерал (1794 год), граф (1810 год), участник революционных и наполеоновских войн. Имя генерала выбито на Триумфальной арке в Париже.

## Биография

### Происхождение и начало военной карьеры
Родился в семье судебного пристава Луи Гренье (фр. Louis Grenier; 1735—1810) и его супруги Аполлины Гишар (фр. Apolline Guichard; 1746—1783). Был женат на Анне Вебер (фр. Anne Elisabeth Weber; 1768—1815).
21 декабря 1784 года Гренье вступил рядовым в пехотный полк Нассау (с 1 января 1791 года – 96-й пехотный полк). К началу Революционных войн был старшим сержантом. Служил сперва в Центральной, затем в Северной армиях. Участвовал в сражениях при Вальми и Жемаппе. 1 декабря 1792 года был произведён в капитаны. 6 апреля 1793 года стал адъютантом генерала Шоанбура. Сражался при Ондскоте и Ваттиньи. 15 октября 1793 года получил звание командира батальона штаба, и с ноября 1793 года служил в Мозельской армии. 15 декабря 1793 года был ранен в бедро при Лембахе.

### Кампании на Рейне
10 января 1794 года Гренье стал полковником штаба, а 29 апреля 1794 года – бригадным генералом. С 10 июня служил в дивизии Шампионне, где командовал бригадой, в которую входили 18-я линейная полубригада и 1-й драгунский полк. 26 июня сражался при Флёрюсе. С 28 июня 1794 года в рядах Самбро-Маасской армии.
11 октября 1794 года Гренье дослужился до звания дивизионного генерала, после чего представитель народа Жилле поручил ему формировать добровольческие батальоны. 25 декабря Гренье возглавил 10-ю дивизию Самбро-Маасской армии (24 июня 1795 года она стала 9-й, а 9 августа 1795 года – 8-й). С 6 мая 1795 года служил под началом Клебера. 24 августа сменил генерала Морло во главе 2-й дивизии. 8 сентября участвовал в переправе через Рейн в Урдингене. 6 июня 1796 года повторно пересёк Рейн, и принимал участие в захвате Эренбрайштайна. 8 июля 1796 года переправился через Лан. 10 июля одержал победу у Фридберга. 3 августа сражался у Бамберга, 4 августа у Зульцбаха, 24 августа у Амберга, 3 сентября у Вюрцбурга и 16 сентября у Гиссена.
В февраля 1797 года возглавил 2-ю дивизию и центр Самбро-Маасской армии генерала Гоша. 18 апреля 1797 года, в ходе переправы через Рейн при Нойвиде, действовал против австрийцев так удачно, что получил письменную благодарность Директории в самых лестных выражениях. Захватил Хедерсдорф, затем, Дирдорф. 20 мая 1797 года возглавил 3-ю дивизию. С 14 декабря 1797 года командовал 2-й дивизией Майнцской армии. 12 января 1798 года переведён в Английскую армию.

### Кампании в Италии и Германии, 1799-1800 гг..

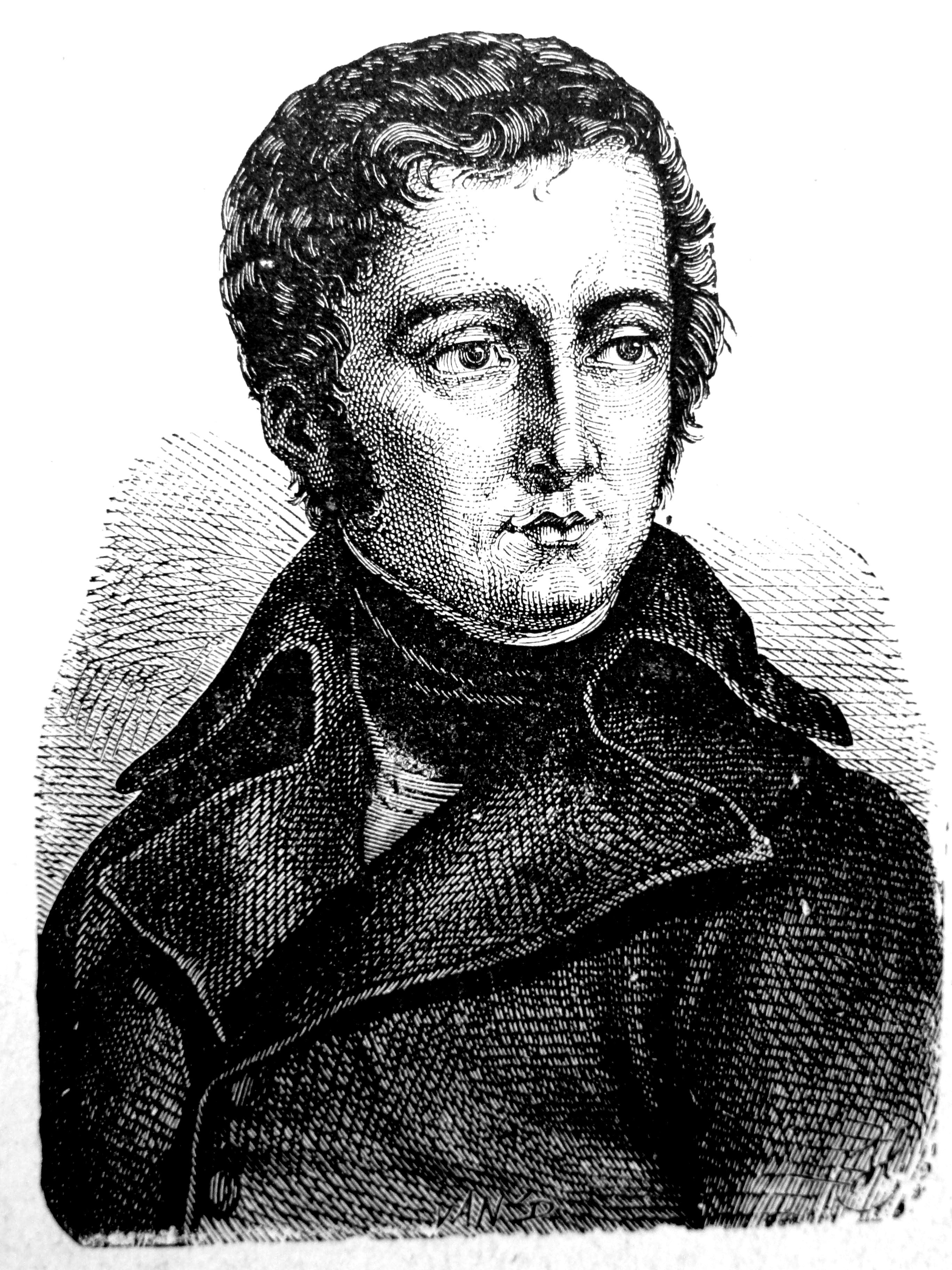
Поль Гренье

16 августа 1798 года зачислен в Итальянскую армию, где возглавил дивизию. 26 марта 1799 года сражался у Пастренго, 5 апреля у Маньяно и 28 апреля при Кассано. 12 мая одержал победу над русскими при Бассиньяно. 20 июня дрался при Сан-Джулиано. Затем, при Боккетте и при блокаде Тортоны. Был послан генералом Моро в Гренобль для сбора своих войск. 30 июня был назначен командующим 7-го и 8-го военных округов. Присоединился со своими войсками к Армии Великих Альп под командованием Шампионне, и взял Малый Сен-Бернар. 16 сентября 1799 года дивизия Гренье численностью 8000 человек разгромила 5000 австрийских солдат генерала фон Готтесхайма при Фоссано, которые потеряли 300 человек убитыми и ранеными, и 700 пленными, против около 200 убитыми или ранеными во французских рядах. 22 сентября возглавил левое крыло Итальянской армии. Сражался при Стуре и Мондови, оккупировал Савильяно. 31 октября Гренье столкнулся с 7000 человек против войск генерала Меласа при Ченталло, но на этот раз он потерпел поражение и был вынужден отступить, оставив на поле боя тысячу солдат и четыре пушки. 4 ноября под началом Шампионне в ходе сражения при Женоле был разбит генералом Оттом у Савильяно. 10 ноября, взял он укреплённый австрийский лагерь Сан-Далмаццо при Далонуо. 15 ноября был выбит из укреплённого лагеря Лимоне, затем с поста Аржантьера. В мае 1800 года защищал Тендское ущелье. Вскоре после того Моро призвал его в Рейнскую армию и 5 июня поручил ему начальство над двумя дивизиями центрального корпуса вместо генерала Гувьона-Сен-Сира. 15 июня Гренье разбил генерала Края. 19 июня взял Гюнцбург. 17 июля переправился через Дунай. Летнее перемирие между французами и австрийцами закончилось в ноябре, и Моро 12 ноября поставил Гренье во главе левого корпуса, состоящего из трёх дивизий Нея, Бастуля и Леграна, Армии Германии. 1 декабря, командуя арьергардом, генерал подвергся нападению при Ампфинге со стороны эрцгерцога Иоганна. Противостояние длилось несколько часов и стоило австрийцам 3000 человек, но, будучи в меньшинстве и раненный пулей возле деревни Мюльдорф, Гренье приказал отступить. Историк Джеймс Арнольд отмечает, что «Гренье обладал несравненными знаниями сложнейших тактических эволюций». 3 декабря принял участие в победном сражении при Гогенлиндене, после чего переправился через Инн и Зальцу. Это поражение и успехи Наполеона в Италии вынудили австрийцев подписать Люневильский договор 9 февраля 1801 года.

### Бездействие и возвращение в строй
24 июля 1801 года был назначен генеральным инспектором пехоты Пьемонта и Лигурии. 14 декабря 1805 года временно возглавил 3-й военный округ в Меце. 4 декабря 1806 года стал губернатором Мантуи.

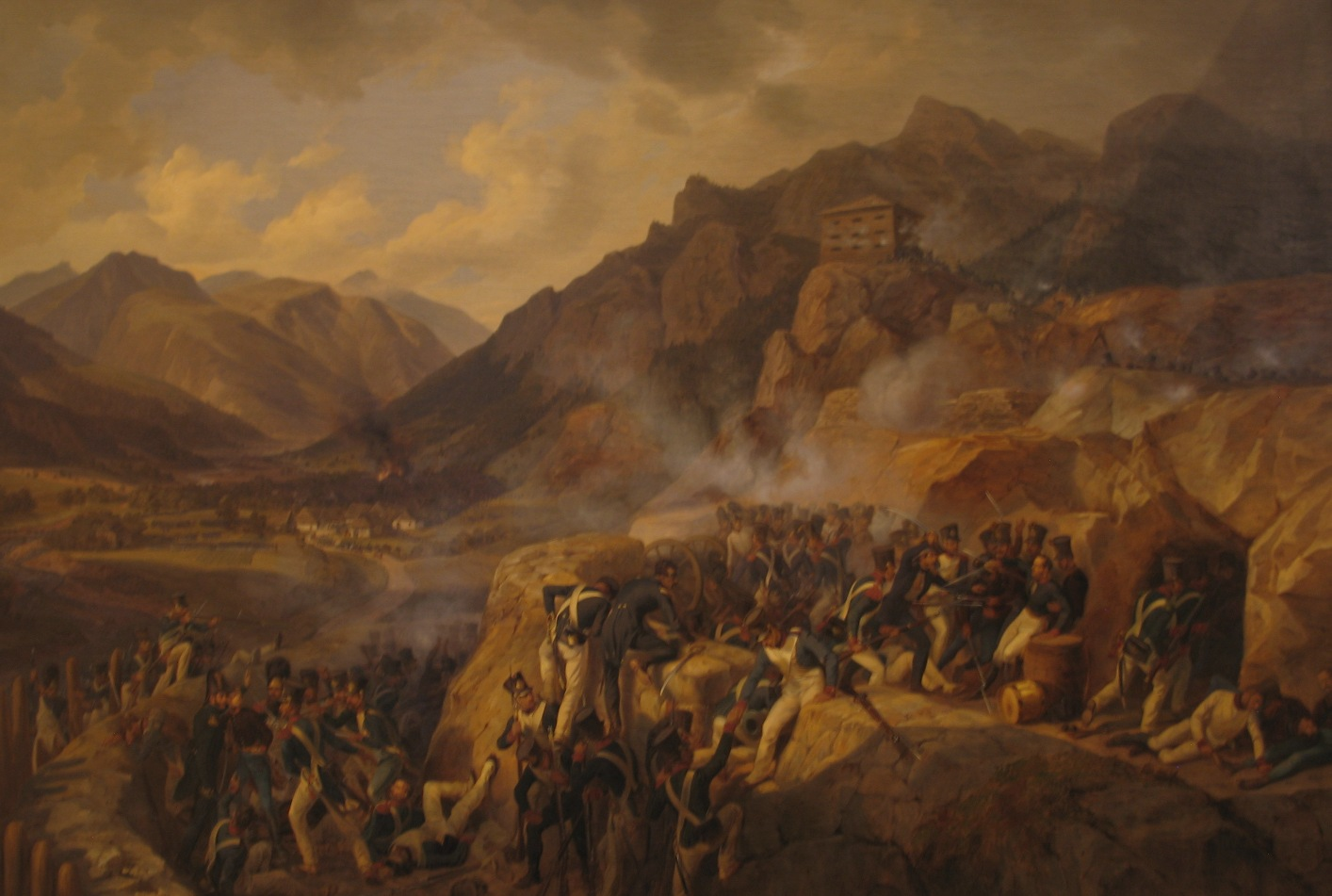
Дивизии Пакто и Дюрютта штурмуют Мальборгетто

В начале кампании 1809 года против Австрии Гренье командовал 3-й пехотной дивизией Итальянской армии Богарне. 10 апреля австрийцы открыли кампанию. 16 апреля австрийские войска эрцгерцога Иоганна противостояли Эжену во время битвы при Сачиле. Дивизия Гренье, расположенная в центре французской системы, вместе с дивизией Барбу оккупировала Фонтанафредду. Бои на правом фланге пошли на пользу Эжену, он приказал Гренье добраться до Порчии, чтобы поддержать попавших в затруднительное положение итальянцев генерала Сера. Однако 9-й австрийский корпус двинулся к центру и атаковал дивизии Бруссье и Саюка, в то время как бригада Гайоли атаковала деревню Ронш и окружила дивизию Гренье с фланга. Положение французов стало критическим. Гренье быстро вернул свои войска в центр и присоединился к Бруссье и Саюку, лишив, однако, отступающего правого фланга своей поддержки. Порчия и Пальса попадают в руки австрийцев, вынуждая Эжена отступить. 22 апреля был назначен командиром центрального корпуса, в который входили две пехотные дивизии: его и Сера, общей численностью 16 800 человек. Вскоре во главе дивизии его сменил генерал Пакто. 29 апреля одержал победу при Соаве. 8 мая отличился при переходе через реку Пьяве, где занял на правом фланге деревню Сан-Николь с помощью кавалерии Груши. 11 мая сражался у Сан-Даниэле, где выдвинул бригаду Аббе на Чимадольмо и отразил бригаду Калнасси, которая отступила на Тезце, и сопротивлялась атакам Гренье до наступления темноты. 16 мая был при переправе через Тальяменто. 18 мая корпус Гренье, включавший дивизии Дюрютта и Пакто, взял приступом форт Мальборгетто. После этого успеха Гренье вступил в бой с войсками генерала Дьюлаи и заставил их отступить с помощью итальянцев Фонтанелли. 25 мая 1809 года у Санкт-Михаэля Гренье перехватил дивизию Елачича, которую он разгромил с помощью солдат Дюрютта. В ходе бою Гренье продемонстрировал свои таланты тактика. Австрийцы потеряли 6500 человек по сравнению с 670 с французской стороны. 11 июня взял мост Карако. Остаткам дивизии Елачича удалось присоединиться к основной массе сил эрцгерцога Иоганна. 14 июня началась битва при Раабе. Первоначально австрийцы отступили под давлением французских колонн, но контратака бригады Гайоли посеяла панику среди пехотинцев Гренье и Бараге д'Илье, которые в беспорядке переправились через ручей Пандза. Однако вмешательство кавалерии Груши, а затем дивизий Пакто и Леки решило судьбу сражения в пользу французов. Этот успех позволил принцу Эжену присоединиться к Армии Германии Наполеона незадолго до битвы при Ваграме. 5 июля был ранен пулей в правую руку в сражении при Ваграме. Британский историк Фредерик Шнайд считает, что военные навыки Гренье превосходят навыки генералов Мармона и Макдональда, назначенных маршалами Империи в 1809 году. Он пишет, что командиры корпусов Эжена «были среди лучших генералов Империи. Из трёх генералов, получивших звание маршала Франции в 1809 году, двое участвовали в итальянской кампании. Лучшим из них, однако, был ни тот, ни другой, а генерал Поль Гренье».

### Кампании 1813 и 1814 годов
12 января 1810 года, после выздоровления, был назначен генеральным инспектором пехоты Итальянской армии. 22 марта 1810 года Гренье был послан в Неаполь, где король Иоахим сделал его начальником штаба Армии Неаполя. 24 июня 1811 года возглавил Южно-итальянский наблюдательный корпус. 15 сентября 1812 года возглавил в Вероне 35-ю пехотную дивизию Великой Армии. В ноябре 1812 года Гренье выступил в Пруссию навстречу обломкам Великой Армии, разбитой в России и служил под началом Ожеро. Много способствовал восстановлению боеспособности французских войск. 16 января 1813 года прибыл в Берлин. 10 февраля 1813 года его 35-я дивизия вошла в состав 11-го корпуса маршала Гувьона-Сен-Сира. 4 марта эвакуировал Берлин. С 7 марта по 10 апреля временно возглавлял 11-й корпус до прибытия Макдональда. 4 апреля у Недлица был ранен пулей, разбившей ему челюсть. 29 апреля занял Мерзебург.
10 мая возглавил наблюдательный корпус Адидже вместо генерала Виньоля. После Плейсвицкого перемирия от 4 июня 1813 года Эжен и Гренье вернулись в Италию, чтобы подготовить Итальянскую армию к войне против Австрии. Шнайд отмечает, что Гренье был «пожалуй, лучшим полководцем Италии» того времени. 21 июня Гренье возглавил 1-й корпус, состоящий из двух дивизий, под началом Богарне. В августе разгромил австрийские войска Гиллера под Филлахом. Вскоре после этого, 6 сентября, когда Гиллер установил плацдарм на берегу реки Дравы у Файстрица, Гренье снова атаковал его и нанёс ему тяжёлое поражение. 18 сентября возглавил левый корпус Итальянской армии. Тем не менее стратегическое положение франко-итальянцев быстро ухудшилось, и с октября по ноябрь Эжен отошёл на линию Адидже: 7 октября Гренье защищал укреплённый лагерь Тарвиса, после чего отступил. 29 и 30 октября одержал победу при Казони. 31 октября разгромил колонну генерала фон Экхардта у Бассано, вынудив австрийцев бежать через горы. 15 ноября сражался у Кальдьеро и 18 ноября у Сан-Микеле. В конце декабря под его началом находились три пехотные дивизии генералов Руйе, Марконье и Цукки. 8 февраля 1814 года дрался у Минчо, 10 февраля у Боргетто, затем у Сало, Гуасталлы и при переправе через Таро. 2 марта Гренье добился окончательного успеха над австрийским контингентом в Парме. Военные действия закончились в середине апреля объявлением об отречении Наполеона, и 16 апреля Гренье возглавил все французские войска Итальянской армии и отвечал за их эвакуацию из Италии.

### Парламентарий
После падения Наполеона Гренье 20 июня 1814 года вернулся во Францию. 20 июня был назначен генеральным инспектором пехоты Тулона и Марселя в 8-м военном округе. 12 мая 1815 года стал представителем Мозеля в Палате в период Ста дней. 6 июня стал вице-президентом Палаты. С 13 июня отвечал за командование правым берегом Сены для защиты Парижа между Ла-Виллетом и Берси. С 22 июня по 8 июля был избран одним из пяти членов временного правительства Палатой представителей. 27 января 1816 года вновь вышел в отставку.
7 августа 1816 года в Меце женился во второй раз на Эмилии де Ласалль (фр. Emilie Georgette Madeleine Marie de Lasalle; 1792–1872).
20 октября 1818 года был избран депутатом от Мозеля. Покинул Палату депутатов в 1823 году и удалился к себе в замок Монрамбер, недалеко от Даммартен-Марпэне, где и умер 18 апреля 1827 года в возрасте 59 лет.
Графу Полю Гренье не приписывают выдающихся деяний в военной литературе. Но современники подчеркивали его мудрость, безоговорочную преданность и стойкость даже в критических ситуациях.

## Воинские звания
- Солдат (21 декабря 1784 года);
- Капрал (16 октября 1788 года);
- Сержант (26 марта 1789 года);
- Старший сержант (1 августа 1791 года);
- Младший лейтенант (12 марта 1792 года);
- Лейтенант (26 июля 1792 года);
- Капитан (1 декабря 1792 года);
- Командир батальона штаба (15 октября 1793 года);
- Полковник (10 января 1794 года);
- Бригадный генерал (29 апреля 1794 года);
- Дивизионный генерал (11 октября 1794 года).

## Титулы
- Граф Гренье и Империи (фр. comte Grenier et de l'Empire; декрет от 15 августа 1809 года, патент подтверждён 3 мая 1810 года в Антверпене)[2][3].

## Награды
Легионер ордена Почётного легиона (11 декабря 1803 года)
 Коммандан ордена Почётного легиона (14 июня 1804 года)
 Великий офицер ордена Почётного легиона (22 декабря 1807 года)
 Кавалер ордена Железной короны (23 декабря 1807 года)
 Знак Большого Орла ордена Почётного легиона (14 августа 1809 года)
 Командор ордена Железной короны (15 марта 1814 года)
 Кавалер военного ордена Святого Людовика (1 июня 1814 года)